# Châtenois (Bas-Rhin)
Châtenois (deutsch Kestenholz, elsässisch Keschtaholz oder Keschteholz) ist eine französische Gemeinde im Département Bas-Rhin in der Europäischen Gebietskörperschaft Elsass und der Region Grand Est mit 4235 Einwohnern (Stand 1. Januar 2021). Sie liegt am Fuße der Vogesen, etwa viereinhalb Kilometer westlich von Sélestat (Schlettstadt). Zwischen Sélestat und Châtenois liegt die Anschlussstelle 17 der Autoroute A 35 (L’Alsacienne).
Bei Châtenois wird der Grundgebirgshöhenzug Hahnenberg-Rittersberg durch eine Talöffnung unterbrochen. Durch diese erreichen die Vogesenbäche Lièpvrette, Gießen (Aubach) und Mühlbach die Oberrheinische Tiefebene. Das Talstück bildet den südlichen Zugang zum Weilertal (Val de Villé).

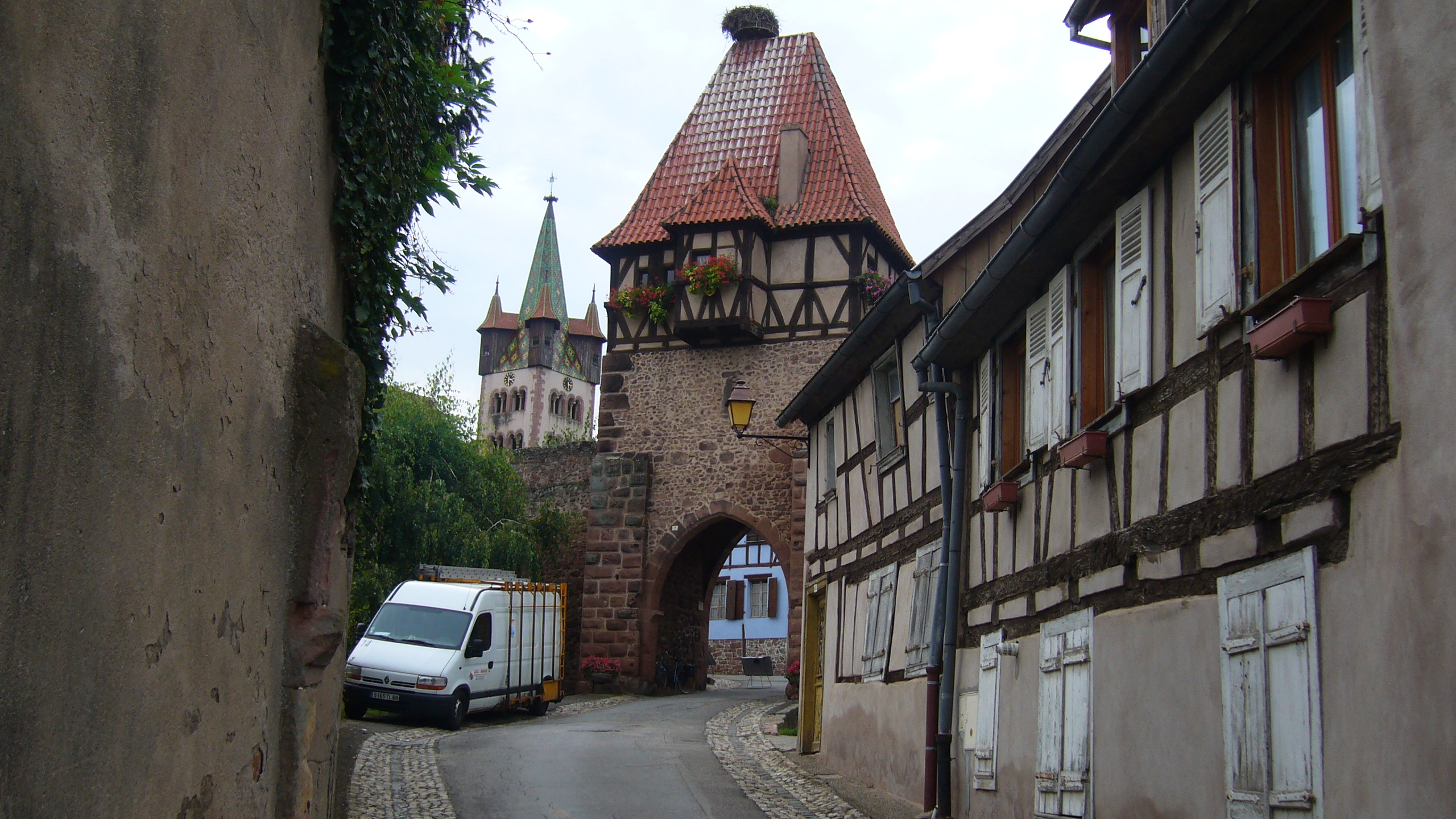
Hexenturm (La tour des Sorcières), hinten der Kirchturm der römisch-katholischen Kirche St-Georges

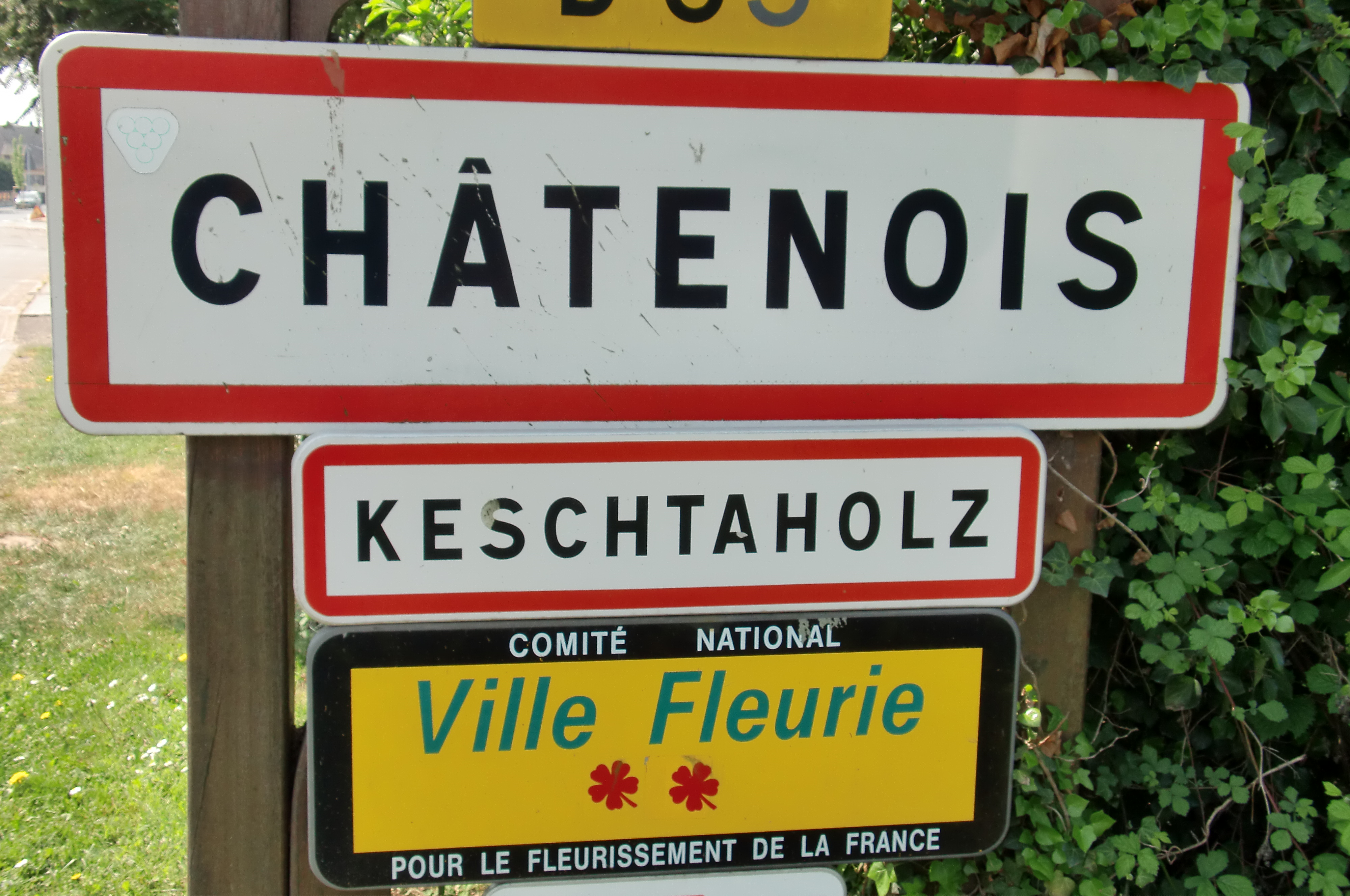
Zweisprachiges Ortsschild

## Geschichte
Der Ort wurde 912 als villa Castineto erstmals urkundlich erwähnt. Später erscheint er in den historischen Aufzeichnungen als Castinetum (1138), Kestenholtz (1180) oder Castaneto (1188).
Der Name rührt von den Kastanienwäldern der Umgebung her. Käschte oder Keschta sind im Alemannischen Kastanien, Keschtaholz ist also ein Kastanienwald. Dem entspricht der französische Name – von Châtaignier (Kastanie).
Der Ort gehörte im Mittelalter dem Bistum Straßburg, das hier ein Schloss und eine Münze besaß. Kirche und bischöfliches Schloss waren von einer doppelten Mauer umgeben. Der Ort selbst war durch einen Graben und Tore, die im 19. Jahrhundert abgetragen wurden, geschützt.
Das Dorf besaß im Mittelalter und in der Frühen Neuzeit durch seine strategisch günstige Lage eine gewisse militärische Bedeutung. 1445 wurde der Ort von den Armagnaken geplündert. Es ist überliefert, dass sich die Einwohner von Châtenois beim Durchzug Karls des Kühnen 1473 auf den befestigten Kirchhof flüchteten. Zwei Stadtbränden 1879 und 1911 fielen insgesamt 149 Häuser zum Opfer.
1868 erhielt die Gemeinde mit der Bahnstrecke Sélestat–Sainte-Marie-aux-Mines einen Bahnhof und Eisenbahnanschluss. 1980 wurde der Personenverkehr hier aufgegeben, seit 2018 gibt es auch keinen Güterverkehr mehr.
Bevölkerungsentwicklung

Die heutige Einwohnerzahl von Châtenois hat sich verglichen mit dem ausgehenden 19. Jahrhundert kaum verändert (3262 im Jahre 1885), wenn sie auch zwischenzeitlich, unter anderem infolge eines Brandes 1879, um einige hundert Einwohner zurückgegangen war.
| Jahr                       | 1962 | 1968 | 1975 | 1982 | 1990 | 1999 | 2007 | 2017 |
| -------------------------- | ---- | ---- | ---- | ---- | ---- | ---- | ---- | ---- |
| Einwohner                  | 2634 | 2798 | 2954 | 3005 | 3020 | 3373 | 3876 | 4188 |
| Quellen: Cassini und INSEE |      |      |      |      |      |      |      |      |

## Bauwerke
Die römisch-katholische Sankt-Georgs-Kirche: Der Turm ist noch romanisch, um 1140. Die Bekrönung mit den kleinen Ecktürmen wurde erst 1525 aufgesetzt. Das dreischiffige Langhaus entstand 1760. Auf den Seitenaltären spätestgotische Holzreliefs aus der Hans-Bongart-Werkstatt (Geburt und Himmelfahrt Mariens) nach Dürer-Motiven. Skulpturen um 1500: Johannes der Täufer und Sankt Georg. Taufstein von 1762. Ein Grabstein mit Kreuzigung und Stiftern stammt von 1617.
Das spätgotische Rathaus Ende 15. Jahrhundert. Das Gasthaus Adler (heute Alcys résidences) aus derselben Zeit (1501) mit polygonalem Erker. Dessen Fenster mit spätgotischen Kiel- und Vorhangbögen. Der Hexenturm war das ehemalige Burgtor (14. und 15. Jahrhundert).

## Varia
Ein Modell des Hexenturms (Stadtturm) gibt es als Bausatz im H0-Maßstab (1:87) unter der Marke Kibri zu kaufen.

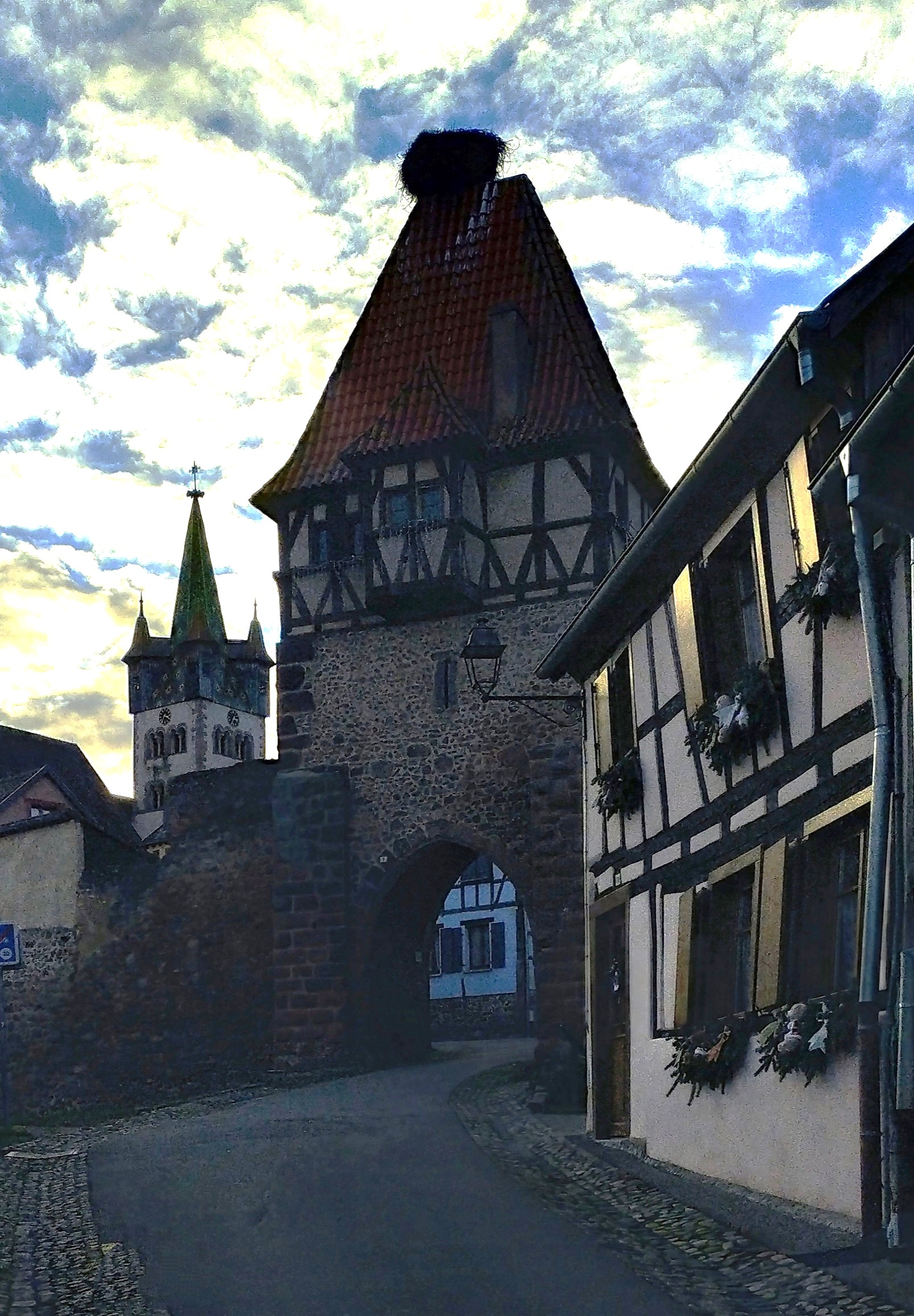
Hexenturm und Turm der Georgskirche